# Ondrej Šulaj
Ondrej Šulaj (* 26. září 1949, Vígľaš) je slovenský scenárista, dramatik, divadelní a televizní režisér, pedagog a od roku 2014 děkan Filmové a televizní fakulty VŠMU v Bratislavě.

## Vzdělání a působiště
Základní školu navštěvoval v Detvě, střední školu všeobecně vzdělávací absolvoval ve Zvoleně v letech 1964-1967 a ještě před VŠ pracoval v Slovenském filmu jako asistent střihu. Následně v letech 1969-1974 studoval na Divadelní fakultě Vysoké školy múzických umění v Bratislavě studijní program dramaturgie a scenáristika.
Hned po škole odešel do Divadla Slovenského národního povstání v Martině, kde působil jako dramaturg, popř. šéfdramaturg do roku 1978 a v této práci pokračoval vedle režie činohry nadále na Nové scéně v Bratislavě do roku 1988. V roce 1979 začal působit jako externí pedagog na Divadelní fakultě a v roce 1988 začal přednášet na katedře filmové a televizní dramaturgie a scenáristiky.

Stál také u zrodu Filmové a televizní fakulty VŠMU, která byla ve svých začátcích úzce spjata s pražskou Filmovou akademií múzických umění. Právě její absolventi (Tibor Vichta, Peter Solan, Martin Slivka a další) se totiž rozhodli utvořit na základě několika oborů bratislavskou analogii FAMU. Od roku 1990 byl Ondrej Šulaj jejím proděkanem a zároveň vedl katedru dramaturgie a scenáristiky. V roce 1991 byl jmenován docentem pro obor Filmové a televizní umění - dramaturgie a scenáristika. Po dvouletém funkčním období prvního děkana nově vzniklé fakulty Martina Slivky se v roce 1993 stal jejím druhým děkanem právě Ondrej Šulaj a v této funkci setrval až do roku 1999. K otázce kvality a perspektivy mladých nadějných tvůrců se vyjádřil následovně: 
„Máme veľa dobrých študentov. Pri našom vzniku v roku 1990 sme ich mali 40. Aj keď rozpočet školy sa z roka na rok zmenšoval, za tých necelých desať rokov sme vybudovali kompletný odborný systém. Otvorili sme katedru kamery, zvuku, strihu, filmovú vedu, produkciu, réžiu a scenáristiku, dokument. Dnes študuje v našej škole vyše 200 mladých ľudí, ktorí sú veľkou nádejou slovenského filmu.“

V devadesátých letech 20. století, kdy slovenský film zažíval těžké období, zastával i funkci předsedy Asociace slovenských filmových a televizních tvůrců. Byl jedním ze zakladatelů Slovenské filmové a televizní akademie (SFTA), veřejné zájmové organizace sdružující významné osobnosti slovenské audiovizuální kultury, a do roku 2003 byl i jejím prvním prezidentem. Cílem organizace je aktivně napomáhat rozvoji duchovních hodnot, podílet se na vytváření systémového prostředí pro stabilizaci slovenské audiovizuální scény, podporovat různorodé kulturní aktivity spojené s filmem. Vystupuje také na ochranu svobodné umělecké tvorby a zájmů jejích tvůrců. Zvláštní pozornost věnuje i tvorbě mladé, nastupující generace filmových tvůrců. Po období ve funkci prezidenta SFTA se stal 21. dubna 2003 prvním rektorem VŠMU z filmařského prostředí od jejího vzniku v roce 1949. Na otázku, co osobně očekává od pozice rektora na VŠMU se vyjádřil takto: 
„Nešiel som do tejto funkcie so žiadnymi osobnými očakávaniami. Chcem len, aby sa mi podarilo sústrediť okolo seba kvalitných ľudí, ktorí budú mať jeden spoločný cieľ - pracovať tak, aby sa VŠMU stala značkou najvyššej kvality. [...] Bol by som rád, keby sa aj zásluhou VŠMU radikálne zmenila pozícia kultúry na Slovensku, aby prestala byť len učmudenou popoluškou, ktorú sa mnohí snažia odstrčiť kdesi za pec do tmavého kúta. Túto tendenciu musíme zvrátiť. Preto chcem, aby sa v priestoroch školy vo väčšej miere presadzovalo aj zdravé tvorivé sebavedomie.“

V této činnosti setrval do roku 2011. Od tohoto roku působí i jako člen Rady Slovenského filmového ústavu (SFÚ) a v této pozici mu plyne druhé funkční období do roku 2017.
V květnu 2013 byl opět zvolen prezidentem SFTA a v této funkci skončil v září 2014, odkdy znovu po patnácti letech vykonává funkci děkana a ve své činnosti se podle vlastních slov bude snažit „o návrat (dobré) atmosféry, která zde vládla v 90. letech“.

## Tvorba
První scénář napsal pro televizní film Lupiči v Hammerponde režírovaný Milošem Pietorem ještě během studia na VŠMU a v 70. letech se následně podepsal i pod několik dalších televizních titulů.

Začátkem 80. let přešel k hranému filmu a do povědomí širší veřejnosti se dostal svou prací na scénáři celovečerní adaptace stejnojmenného románu Ladislava Balleka Pomocník (1981) v režii Zora Záhona. V tomto desetiletí spolupracoval s několika výraznými osobnostmi slovenské kinematografie a zpracovávanými tématy byly hlavně svědomí či morálka. S Dušanem Trančíkem a Janem Fleischerem napsal scénář k filmu z roku 1982 Pavilón šeliem, o námět a scénář se postaral s Dušanem Hanákem k titulu Tichá radosť z roku 1985 a podobně si počínal i s filmem Miloslava Luthera Štek (1988), i filmem Štefana Uhera Správca skanzenu z téhož roku. Rozdíl mezi filmy z 80. let ve srovnání s následujícími z let 90. vnímá takto: 
„Filmy v 80. rokoch som vždy robil s iným režisérom. Vždy to bolo niečo nové. Snažil som sa pochopiť toho režiséra - iným spôsobom som písal, keď som robil s Uherom, iným s Lutherom, Trančíkom i Hanákom. Bol to nielen iný technický, ale i vnútorný spôsob písania. Osemdesiate roky sú pre mňa pestrejšie a akoby generačne dôvernejšie. [...] Vo filmoch 80. rokov - ako aj v celej vtedajšej kultúre - bolo veľa vecí zašifrovaných, snažili sme sa dostávať tam metaforické symboly a aj diváci ich vo filmoch hľadali.“

V následující dekádě je jméno Ondreje Šulaje spojováno zejména s režisérem Martinem Šulíkem. Kromě krátké práce s Miroslavem Šindelkou spolupracoval právě s M. Šulíkem na rozdíl od předchozích tvůrců na třech filmech, které řeší velmi intimní témata o lidském nitru, o hledání sebe sama. Jsou to Neha (1991), Všetko čo mám rád (1992) a Záhrada (1995). Filmy úspěšně reprezentovaly slovenskou kinematografii i v zahraničí. Na posledně jmenovaném díle jim s psaním vypomáhal i Marek Leščák, tehdy nadějný student scenáristiky na VŠMU. Ze spolupráce tohoto tria vznikl později i film Orbis Pictus (1997), či povídka Obrázky z výletu v rámci projektu Praha očima... (1999). Kromě toho v tomto desetiletí Šulaj podle vlastních scénářů sám režíroval dva televizní filmy.
V novém tisíciletí je tvorba Ondreje Šulaje žánrově pestřejší. V roce 2000 napsal podle stejnojmenného námětu Josefa Cígera-Hronského scénář k filmu českého režiséra Václava Vorlíčka Král sokolů. S Romanem Vávrou, také českým tvůrcem, spolupracoval na scénáři filmové pohádky Čert ví proč z roku 2003. Rovněž je autorem scénáře koprodukčního americko-slovensko-ukrajinského filmu Pokrvné vzťahy režiséra Olega Harenčára, a podle novely Petra Pišťanka napsal scénář k úspěšnému filmu Muzika z roku 2007 režiséra Juraje Nvoty.
Pravidelně se pohybuje i v divadelního prostředí a kromě již zmíněných pracoval například i pro nitranské Divadlo Andreja Bagara nebo bratislavské Divadlo Astorka Korzo '90.
Je autorem, či spoluautorem dvou knih. První, s názvem 5 scenárov je výběrem nejen z Šulajovy spolupráce s Martinem Šulíkem. V roce 2012 vyšla i další s názvem Hra , která je výběrem šesti dosud nepublikovaných dramatizací prozaických textů vzniklých v rozmezí let 1975 až 2010. Díky tomuto titulu se autor začleňuje i do kontextu slovenského dramatu a díky častým divadelním zpracováním se kromě filmových dějin zapsal i do divadelních.
V roce 2016 natočil svůj režijní debut v hraném filmu s názvem Agáva, který napsal na motivy první části románu Agáty Ladislava Balleka.

## Charakteristický styl psaní
Ondrej Šulaj se netají tím, že rád spolupracuje na svých scénářích s režisérem, tedy v tandemu (podobně jako Martin Šulík) přičemž právě ze střetu názorů a myšlenek dvou autorů se rodí jejich finální podoba. Ohledně kompromisů při takovém stylu psaní se vyjadřuje takto: 
„Scenárista je tu na to, aby robil kompromisy, samozrejme, dobré kompromisy. To je najdôležitejšie na filme, pretože keby bol scenárista samoľúbo tvrdohlavý a presadzoval by svoje veci bez ohľadu na to, či to druhá strana cíti alebo nie, viedlo by to do slepej uličky. Spolupráca na scenári je pre mňa dôležitá preto, aby som mal pocit, že všetko, čo vymyslím a objavím, cíti režisér rovnakým spôsobom ako ja. Potom scenár funguje ako spoločná téma.“

Scénář dopisuje běžně i během realizace a přímo na „place“ domýšlí detaily na základě konkrétních okolností, často sedí i ve střižně a předělává dialogy nebo navrhuje změnu v řazení situací. Přitahuje ho velmi silný, často konfliktní hrdina, který v sobě nese dramatický náboj. Vše se točí kolem něj a je přítomen skoro v každém obraze a v každé situaci. Tímto způsobem buduje všechny postavy a příběhy.
Pro film Muzika zpracoval námět z knihy Petra Pišťanka a řešil převod z literatury do filmové podoby. Na specifika adaptace ale podle něj není žádný ověřený a zaručený návod jak přenést literaturu na filmové plátno. Ke každé látce přistupuje intuitivně (s nepopsatelným „šestým scenáristickým smyslem“), důležité je pro něj to, co se skrývá mezi řádky, naslouchá hlasu autora a při psaní postupně zapomíná na předlohu, přestává myslet na čtenáře a začíná myslet právě na budoucího diváka.

## Ocenění
- 1993: Plaketa Telemúzy '93 za televizní film O psíčkovi a mačičke (1992)
- 1994: Cena Telemúza '94 za nejlepší hraný televízny film Na Bukvovom dvore (1994)
- 1995: Cena Český lev za scénář k filmu Martina Šulíka Záhrada
- 2008: Cena Slnko v sieti za nejlepší scénář k filmu Juraje Nvoty Muzika (2007)
- 2014: Ocenění Zlatá kamera za výrazný přínos v oblasti kinematografie na 22. ročníku Art Film Festu

## Filmografie

### Divadelní hry, scénáře a dramatizace
- 1975: Ťapákovci
- 1979: Epizóda 39-44
- 1979: Môj brat
- 1979: Pomocník
- 1981: Commune de Paris
- 1982: Kocúrkovo II.
- 1983: Agáty
- 1984: Ako v pavučine
- 1988: Pantagruel
- 1994: O pejskovi a mačičke
- 1996: Svadobná noc v dobre utajenom salóne
- Další hry: Všetko za národ (Timrava), Fila chytá vlhu (Vincent Šikula), Gazdova krv (Rudolf Sloboda)

### Divadelní režie
- 1982: Žaby
- 1983: Kaukazský kriedový kruh
- 1984: Prelúdium v Mol
- 1984: Agáty
- 1985: Ťapákovci
- 1986: Vďaka za dôveru
- 1988: Pantagruel
- 1988: Kúpeľ
- 1989: Svätá rodina

### Televizní režie
- 1992: O psíkovi a mačičke
- 1994: Na Bukvovom dvore (adaptace románu Jozefa Cígera-Hronského)

### Realizované scénáře televizních filmů
- 1973: Lupiči v Hammerponde (režie: Miloš Pietor)
- 1977: Ako sa Vinco zaťal (režie: Juraj Lihosit)
- 1977: Ťapákovci (režie: Ľubomír Vajdička)
- 1979: Chlapec z majera (režie: Stanislav Párnický)
- 1980: Pomocník (režie: Ľubomír Vajdička)
- 1985: Poznám takú bylinku (režie: Jozef Banyak)
- 1992: O psíkovi a mačičke (režie: Ondrej Šulaj)
- 1994: Na Bukvovom dvore (režie: Ondrej Šulaj)
- 1996 - 1997: Silvánovci (televizní seriál)

### Realizované scénáře hraných filmů
- 1981: Pomocník (režie: Zoro Záhon)
- 1982: Pavilón šeliem (režie: Dušan Trančík, námět a scénář)
- 1985: Tichá radosť (režie: Dušan Hanák, námět a scénář)
- 1988: Štek (režie: Miloslav Luther)
- 1988: Správca skanzenu (režie: Štefan Uher, námět a scénář)
- 1991: Neha (režie: Martin Šulík, námět a scénář)
- 1992: Všetko čo mám rád (režie: Martin Šulík, námět a scénář)
- 1995: Záhrada (režie: Martin Šulík)
- 1995: Vášnivý bozk (réžia : Miroslav Šindelka)
- 1997: Orbis Pictus (režie: Martin Šulík)
- 1999: Praha očima... (Povídka: Obrázky z výletu, režie: Martin Šulík)
- 2000: Sokoliar Tomáš (režie: Václav Vorlíček)
- 2003: Čert ví proč (režie: Roman Vávra)
- 2003: Pokrvné vzťahy (režie: Oleg Harenčár)
- 2007: Muzika (režie: Juraj Nvota)